# Народен съд
 Тази статия е за извънредния съд в България.  За първоинстанционните съдилища в периода 1952 — 1973 г. вижте Районен съд.  За други значения на Народен съд вижте Народен съд (пояснение).
Народният съд е извънреден съд, действал в Царство България в периода от декември 1944 до края на април 1945 година като фактически орган на левия революционен терор.  Създаден е с наредба-закон от 30 септември на правителството на Кимон Георгиев – това става в противоречие с Търновската конституция, която кабинетът претендира, че ще възстанови, и легализира започналото с Деветосептемврийския преврат масово политическо насилие в страната.
Официално така нареченият Народен съд е създаден за съдене на управлявалите страната от 1 януари 1941 до 9 септември 1944 година, довели страната до участието ѝ във Втората световна война на страната на Тристранния пакт. Заедно с тази цел се преследва узаконяването на извършените вече убийства след окупацията от страна на Червената армия, както и неутрализирането на политическия и интелектуален елит на България и ликвидирането на неблагонадеждни евентуални политически противници за режима, установен след окупацията и преврата.
От 20 декември 1944 до 2 април 1945 година са организирани 135 масови процеса в цялата страна. Арестувани са 28 630 души. Срещу 11 122 души са повдигнати обвинения, съдбата на много от другите арестувани е неизвестна. Процесите се извършват в Софийския университет, в Съдебната палата и в цялата страна. За около 4 месеца са издадени 9155 присъди, с които са осъдени на смърт 2730 души, 1 305 души получават доживотен затвор, а останалите – затвор от 1 до 20 години. Така един от хората с най-голям принос за спасяването на българските евреи Димитър Пешев е осъден от Народния съд на 15 години затвор „за фашистка дейност и антисемитизъм“, а Константин Муравиев е единственият оцелял министър-председател на България отпреди 9 септември 1944 г. Действащата в България Търновска конституция не позволява извънредни съдилища, каквото е така нареченият Народен съд.
На 19 април 1945 г. Георги Димитров в радиотелеграма до Трайчо Костов пише: „В момента, когато народните съдии завършват своята работа, е необходимо сериозно да се разгледа въпросът за семействата и близките на екзекутираните и осъдените (...) Никакви съображения за хуманност и милосърдие не трябва да играят в дадения случай каквато и да било роля“.

## Предистория
Трети състав на Държавния съд функционира от 12 януари 1920 г. до Деветоюнския преврат на основата на Закона за наказване на виновниците за националната катастрофа, приет от правителството на Българския земеделски народен съюз. Основна цел на този закон е наказване на виновните за участието и поражението на Царство България в Първата световна война, а водещ мотив при приемането му е разправа с политическите противници, което прави Третия държавен съд предвестник в много отношения на Народния съд.
След завземането на властта от доминирания от комунистите Отечествен фронт (ОФ) на 9 септември 1944 г. започва кампания за наказване на виновниците за подпалването на Втората световна война.

## Учредяване и състави
На 24 септември 1944 г. Политбюрото на Българската комунистическа партия, тогава БРП (к), одобрява „Наредба-закон за съдене от народния съд виновниците за въвличане България в световната война и за злодеянията, свързани с нея“. На следващия ден ЦК на партията докладва на Георги Димитров в Москва за законопроекта: „Приета е най-кратката процедура, но докато започне да действа, ще мине известно време. Това може да бъде използвано за негласна ликвидация на най-злостните врагове, което се провежда от нашите вътрешни тройки. Контрареволюцията трябва да бъде обезглавена бързо и решително“. Георги Димитров дава указание на посетилия го в Москва Димитър Ганев да се унищожи „фашистката интелигенция“, а Трайчо Костов нарежда да се съставят списъци и до началото на октомври 1944 г. да се изпълни това нареждане, като при репресиите да се унищожават всички документи и да се заличават следите, в противен случай ще бъде търсена лична отговорност.
На 30 септември 1944 г. Министерският съвет приема единодушно законопроекта на Наредба-закон за съдене от Народен съд виновниците за въвличане България в Световната война срещу Съюзените народи и за злодеянията, свързани с нея, изготвен от Министерството на правосъдието с министър Минчо Нейчев (комунист), включително и от некомунисти, съюзници на БРП (к) – земеделци на Никола Петков и социалдемократи, участващи в Отечествения фронт. С указ № 22 на регентите на България, е одобрено 6-о Постановление на Министерски съвет, „.... взето на заседанието му от 30 септември 1944 г.“ , с което е приета Наредбата-закон. Наредбата влиза в сила от деня на обнародването ѝ в „Държавен вестник“ – 6 октомври 1944 г., бр. 219, и е изменяна двукратно с укази от 4.11.1944 г. и 4.01.1945 г.
Приемането на Наредбата трябвало да сложи край на своеволията, убийствата и терора из страната на взелите властта след 9 септември 1944 г. комунисти и земеделци. В този смисъл на 5 октомври 1944 г. министър-председателят Кимон Георгиев апелира да се сложи край на произволите и злоупотребите с властта. Георги Димитров, в качеството си на ръководител на Международния отдел на ЦК на Всесъюзната комунистическа партия (болшевики), разпорежда (относно подсъдимите на бъдещите Народни съдилища) на ЦК на БРП на 21 декември 1944 г.: „Никой не трябва да бъде оправдан“ и през януари 1945 г.: „И никакви съображения за хуманност и милосърдие не трябва да играят каквато и да е роля“.
За лично укривателство на търсени от Народния съд Наредбата-закон предвижда наказание от редовните съдилища в размер от пет до петнадесет години, като под ударите на тази разпоредба не попадат членовете на семейството.
По-голямата част от съдиите се избират от Отечествения фронт „от най-добрите граждани“, а останалите (включително председателите на съставите) – от министъра на правосъдието Минчо Нейчев, т.е. от политически орган/изпълнителната власт. Обвинителите и главният обвинител са назначени от Министерския съвет. Изискване за образователен ценз, включително и юридически, няма (някои от съдиите са неграмотни и подписват присъдите с палец).
Главният народен обвинител Георги Петров признава в своите „Кратки автобиографични бележки“, завършени 13 дни преди смъртта му на 31 декември 1959 г.:
| „ | Смятам, че като Главен Народен обвинител при Народния съд през 1944–1945 год. също съм бил сътрудник на ЦК на БКП, понеже I От[ечествено]фронтовски кабинет възложи ръководството на Народния съд и главното обвинителство на нашата Партия<...> Всъщност, аз бях назначен като Главен народен обвинител от ПБ на БКП и действувах като орган на Партията, бях непрекъснато във връзка със Политбюрото и с нашите министри Антон Югов и д-р Милчо Нейчев. Изработвах своите становища съгласно инструкциите на Политбюрото или Секретариата на Партията, от който бе и предварително одобрена моята обвинителна реч по централния процес. Смятам, че и тогава съм бил сътрудник на ЦК на БКП по ликвидация на фашистките управници и царски съветници, за дейност преди 9 септ. 1944 год. | “ |

Народният съд се състои от върховни и областни състави. Върховните състави са 13-членни, а областните се състоят от 5 члена. Общият брой на областните състави е 68. Броят на обикновените състави на Народния съд постоянно се увеличава поради нарастващия брой на подсъдимите. Към завършването на Народния съд има 128 обикновените състави с около 650 съдии и 140 народни обвинители.

### Върховни състави
- Първи – за съдене на бившите министри, регенти и царски съветници;
- Втори – за съдене на депутатите от XXV обикновено народно събрание;
- Трети – за съдене на обявените за „провинени“ български експерти по установяването на извършеното от СССР Катинско клане и по трагедията във Виница;
- Четвърти – за съдене на „военните престъпници“;
- Пети – за съдене на служители в Дирекцията на полицията, Щаба на жандармерията, разузнавателно отделение на Министерството на войната и техните помагачи;
- Шести – за съдене на журналисти и пропагандатори на фашистка идеология;
- Седми – за съдене на участниците в депортирането на евреите от Беломорието и Вардарска Македония;
- Осми – за съдене на фашистките агенти от Софийска област;
- Девети – за съдене на прокурори и съдии при военнополевите и областни съдилища;
- Десети – за съдене на служителите на БНБ и други банки, както и стопански дейци;
- Единадесети – за съдене на лицата, свързани с престъпни деяния на българските административни, полицейски и военни власти в окупираните от България земи в Беломорска Тракия, Македония и Сърбия за периода от 1941 до 1944 г.;
- Дванадесети – за съдене на членовете на организациите „Бранник“, „Български национални легиони“, на профсъюзите, симпатизиращи на Нацистка Германия и Фашистка Италия, и др.;
- Тринадесети – за съдене на полицаи, шпиони, секретни сътрудници на полицията, войници и офицери за преследването и разстрелите на партизани.[20]

### Областни състави
От областните състави на този съд 9 са в София. Шестият разглежда дела срещу „профашистки“ журналисти, писатели и общественици, деветият – срещу „фашистките“ съдии и прокурори, други са срещу преследвачите на партизаните, срещу началници на Дирекцията на полицията, Държавна сигурност, гонителите на евреите, жандармерията, Разузнавателното отделение на Министерството на войната и т.н.

## Обвинения и наказания
Според този извънреден наказателен нормативен акт, в редица случаи и с обратна сила, са обявени за престъпни:
- сключването на договори с воюващи държави, обявяване на война, нарушаване неутралитета на България спрямо СССР, непредпазване народа от увреждане чрез войната, изпращането на български войски в Югославия и Гърция, „за да преследват народоосвободителните войски на тези страни“.[15]
- противозаконно облагодетелстване чрез властта; извършването на тежки престъпления на политическа основа.
- „служба на Германия или на съюзниците ѝ“.[15]
- поставянето в опасност на български войски от техните ръководители.
- предаване на „полицията, жандармерията и войската такива сведения, които са се отнасяли до безопасността или важни интереси на партизаните или другите борци за народните свободи“; „явно пристрастие и грубо престараване“ от страна на магистрати.[15]
- изразяването на подкрепа чрез „действия, писания, слово или по друг начин“ за горните деяния или за гоненията на евреите.[15]

Посочени са като наказания:
- смърт, временен (без посочен конкретен срок) или доживотен строг тъмничен затвор.
- допълнително глоба до пет милиона лева, лишаване от права, конфискация на имущество.

## Дейност
По „Дело № 1“ от 1 февруари 1945 г. са подсъдими бившите регенти, дворцови съветници, министри и народни представители от XXV ОНС. Тринадесетчленният Първи състав осъжда на смърт принц Кирил Преславски, Богдан Филов (бивш министър-председател), Никола Михов – тримата регенти на България преди идването на ОФ на власт, както и 17 бивши министри. 
 Мотивите са:
- Излагане на сигурността на държавата и поставяне на народните интереси в опасност;
- Заповядали са действия, нарушаващи обявения неутралитет към СССР, отежнявайки с това международното положение на България;
- Не са изпълнили служебното си положение във връзка с обявената и водена война с Англия и САЩ, като не са взели съответните мерки своевременно за предпазване на народа и държавата от материално и морално увреждане;
- Изпращане на наши войски в Югославия и Гърция, за да преследват народоосвободителните войски на тези страни и бездействали, с което са станали причина да се поставят в опасност нашите войски;
- Заповядали и поощрявали убийства, тежки телесни повреди, палежи, изтезания във връзка с водената след 1 януари 1941 година от правителството вътрешна и външна политика;
- Заповядали гоненето срещу евреите.[21]

На 1 февруари 1945 г. Първи и Втори върховен състав на Народния съд влизат в историята на България с най-масовото произнасяне на смъртни присъди над политици. Екзекуцията на политиците е извършена в нощта на 1 срещу 2 февруари. Според наложилата се версия това е станало до запустяла яма в Орландовци, изровена от бомбардировките, извън Централните софийски гробища. За мнозина изследователи обаче въпросът за мястото и времето на екзекуцията все още не е изяснен - съществува и друга версия, за която допускат, че може да се окаже по-достоверна. В публикуваните през 2002 г. спомени на д-р Найден Найденов той като очевидец описва, че към 23,15 ч. осъдените са изведени от Съдебната палата и натоварени в камиони, които се насочват не към гробищата, а към бул. „Македония“, покрай Руския паметник и в посока Княжево. Същото споменават и други източници. Според Найденов и други, посетили гробищата, в споменатата яма е било невъзможно да се заровени екзекутираните. Мирчо Спасов, лично участвал в убийства през есента на 1944 г., е писал за тях, че задържаните са били извеждани от Съдебната палата нощем и с камиони извозвани и убивани към Радомир. Протоколи за екзекуцията липсват, както и достоверни изявления от отговорни лица.
След повече от петдесет години, през 1996 г., присъдата е изцяло отменена с Решение №172 на Върховния съд от 26 август 1996 година.
По „Дело № 6“ са подсъдими 101 писатели, художници, журналисти, включително вече убити, като Райко Алексиев, Данаил Крапчев, Петър Амзел и други. По това дело е осъден журналистът и редактор на в. „Демократически сговор“ и в. „Мир“, Димитър Павлов. Присъдата е „за скудоумие и шовинизъм“. Осъдена е и писателката Фани Попова-Мутафова за прогерманското ѝ поведение.
Макар че на съставите е указано да действат по съвест, те са ограничени от краен срок 31 март 1945 година (според някои източници продължават и след това). Присъдите не подлежат на обжалване. Присъдите на първите два състава са обявени на 1 февруари 1945 г. на 150-хиляден внушителен митинг. Присъствените смъртни присъди са изпълнявани веднага.
За брой на процесите се сочи 135, а за общ брой на присъдите – 9155. Подсъдни на съда са и лица, неприсъстващи и убити без съд преди заседанието, а по отношение на конфискацията – конфискува се имуществото, това на наследниците, както и имоти на други притежатели, ако са били обект на сделки години преди това. По други данни обвиняеми пред Народния съд са 11 122 души, смъртни присъди получават 2730, оправдани са 1516.
Между осъдените на смърт са тримата регенти, 22 министри, 8 царски съветници, 67 депутати, 47 генерали и полковници и др. На доживотен затвор са осъдени 4 бивши министри (Михаил Арнаудов, Константин Муравиев, Вергил Димов, Руси Русев), 2 царски съветници, 22 депутати, няколко професори и други.
На 3 юли 1945 г. Главният народен обвинител Георги Петров докладва, че са произнесени 2618 смъртни, 1226 доживотни тъмнични, 8 20-годишни, 946 15-годишни, 687 10-годишни и 3741 по-кратки присъди. Голям брой от осъдените на затвор умират непосредствено след съда от побой и изтезания.
Министърът на правосъдието Минчо Нейчев, в доклад (раздел II за Народния съд) пред Политбюро на ЦК на БРП (к), на 24 юли 1945 г., съобщава следните данни, които се различават от тези на Главния обвинител, дадени по-горе. За времето от 22 декември до 31 март Народният съд е разгледал 145 дела с общо 10 907 подсъдими, като независимо от степента на наказанието почти на всички подсъдими е конфискувано имуществото. До този период от време работата на съда не е приключила, поради това, че са издадени задочни смъртни присъди срещу офицери на фронта, както и съществуват висящи дела срещу други около 150 офицери, също така участвали във военните операции на българската армия 1944 – 1945 г.
| присъди            | брой осъдени |
| ------------------ | ------------ |
| смъртни            | 2730         |
| доживотни тъмнични | 1921         |
| 20-годишни         | 19           |
| 15-годишни         | 962          |
| 10-годишни         | 727          |
| по-кратки присъди  | 3241         |

## Оценки на дейността на Народния съд

### Оценки на властите 1944 – 1989 г.
Според главният обвинител Георги Петров действията на Народния съд са пример, който „остава и ще остане ненадминат в международен мащаб, ще остане да блести като една скъпоценна корона в историята на нашия героичен народ.<...> Безспорно този резултат се дължи на нашата героична Партия, която пое тази акция почти изцяло в свои ръце и даде една здрава организация на това голямо народно дело.“ В отчета си – доклад пред ЦК на БРП (к) той се възмущава, че в Югославия, Румъния, Унгария, Полша и Чехословакия „народните акции“ са били компрометирани от меките присъди и се гордее: „Народните съдилища в никоя страна няма да достигнат тези постижения, които безспорно зарегистрира българският народен съд. <...> Ето къде трябва да бъде нашата гордост национална!“ 
От друга страна, още по време на процесите комунистическото ръководство критикува някои аспекти от работата на Народния съд – през декември 1944 година секретарят на Централния комитет Трайчо Костов се изказва неодобрително за присъствието на твърде малко публика и прекалено много чуждестранни кореспонденти, за липсата на самопризнания и това, че на подсъдимите се дава възможност да говорят твърде много. През август 1945 година, след края на процесите, макар и да дава обща положителна оценка, Костов осъжда недостатъчната активност на съдилищата, мекушавостта на главния обвинител (опитал се да избегне смъртната присъда на принц Кирил, позовавайки се на негови умствени дефекти), включването в съдебните състави на прекалено много юристи, склонни да се придържат към формалните изисквания на законите, вместо към политическата целесъобразност.

### Критики и отмяна на присъди
След 10 ноември 1989 година се оспорва конституционността на Наредбата-закон и учредяването на самия съд. Съдът е и нарушение на прокламираните от Отечествения фронт искания за „възстановяване на всички политически и граждански права и свободи“. Народният съд правораздава в нарушение на Наказателния кодекс, защото НК не допуска прилагане на закони с обратна сила и наказание за действия, които не са били престъпление по време на извършването им. Съденето на депутати, които при това имат имунитет, дава и друго основание de jure да се твърди, че съдът е незаконен, т.е. изцяло политически и външнополитически (виж суверенитет).
Основните критики са свързани с това, че процесите са скалъпени, а Народният съд е нелегитимен. Твърди се също, че той узаконява вече извършени политически убийства, но е само малка част от извършеното от режима спрямо неговите противници и близките им. Извършеното от Народния съд се вписва от неговите критици в мащабната чистка след 9 септември 1944 г., която на глава от населението взима повече жертви от всяка друга страна в Европа, а и в света.
Обхватът на дейността на Народния съд е значително по-широк от подобни мерки в други от загубилите Втората световна война страни. Така в Япония, която организира масови военни престъпления с милиони жертви, включително системно използване на химическо оръжие и геноцид, при Токийския и други съдебни процеси срещу японските военни и цивилни ръководители общо са екзекутирани към 927 души, а около 2518 са вкарани в затвора.
През 1996 година Върховният съд на Република България отменя част от присъдите на Народния съд с мотив липса на доказателства. БСП яростно се противопоставя на това, в Декларация (21 април 1996 г.) от името на създадената Демократична левица се защитава и оправдава извършеното от Народния съд („Върховният съд се подигра със законите“, „Върховният съд реабилитира фашизма“ и т.н.).
Несправедливите присъди на Народния съд са изброени сред престъпленията на комунистическия режим в приетия през 2000 г. специален закон (Закон за обявяване комунистическия режим в България за престъпен).
В Решение 4/1998 година, опирайки се на прежната си практика, Конституционният съд приема, че Народният „не е съдът, съществуващ и действащ към онзи момент като част от правосъдната система на държавата [..., а] е един извънреден съд с определени по време правомощия [...]. От гледна точка на сега действащата Конституция така издадените присъди не могат да се окачествят като съдебни актове.“ Поради това е допустима реституция по силата на закона (ex lege), без проверка на присъдите.
С приемането от XLI народно събрание на Законопроекта за изменение и допълнение на Закона за политическа и гражданска реабилитация на репресирани лица, внесен от народния представител Лъчезар Тошев, (Обн. ДВ. бр.62 от 10 август 2010 г.) се реабилитират осъдените от Трети върховен състав на Народния съд участници в комисиите за разследване на убийствата на полски офицери в Катин и Виница.

## Памет и почит за жертвите на комунистическия режим
Датата 1 февруари за първи път официално се отбелязва в България като Ден на почит към жертвите на комунистическия режим през 2011 г. Решението за това е взето от правителството на 19 януари същата година, по предложение на двама бивши президенти – Желю Желев (1990 – 1997) и Петър Стоянов (1997 – 2002).